# Camptocladius fulvonotatus
Camptocladius fulvonotatus är en tvåvingeart som först beskrevs av Jean-Jacques Kieffer 1924.  Camptocladius fulvonotatus ingår i släktet Camptocladius och familjen fjädermyggor.
Artens utbredningsområde är Tyskland. Inga underarter finns listade i Catalogue of Life.